# 040 T 17

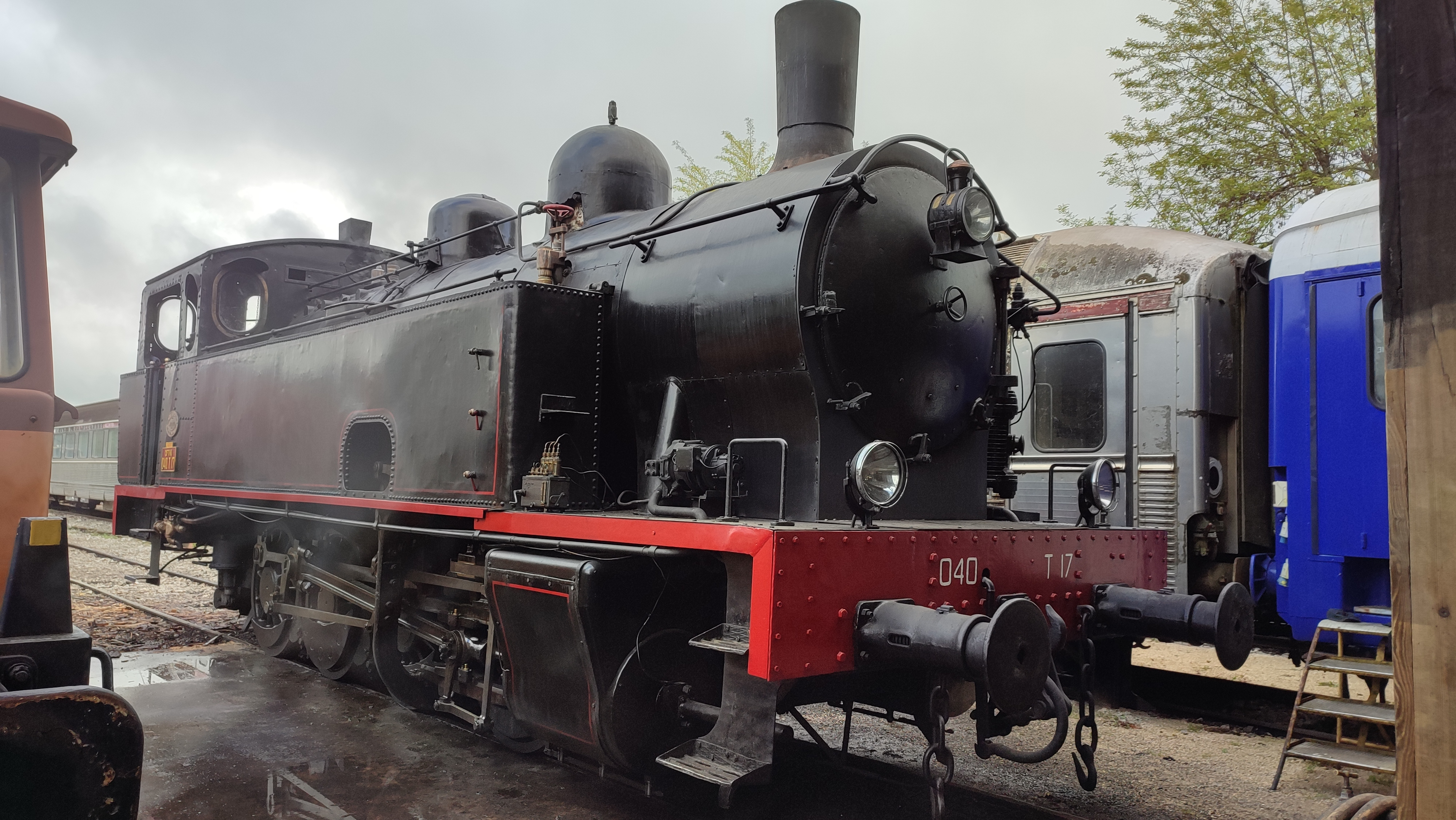
La 040 T 17 dans le dépôt de l'association du Chemin de fer Touristique du Haut Quercy.

La 040 T 17 est une locomotive à vapeur de type locomotive-tender construite en 1927 dans les usines de la Société Alsacienne de Constructions Mécaniques (SACM).

## Historique
La 040 T 17, numéro constructeur 7447, a un poids de 64 t, une puissance de 800 ch et une vitesse maximale de 50 km/h. Commandée pour la cokerie La Silardière à La Ricamarie (à environ 8 kilomètres de Saint-Étienne), elle reste sur ce site jusqu’en 1970 avec la 040 T 16.

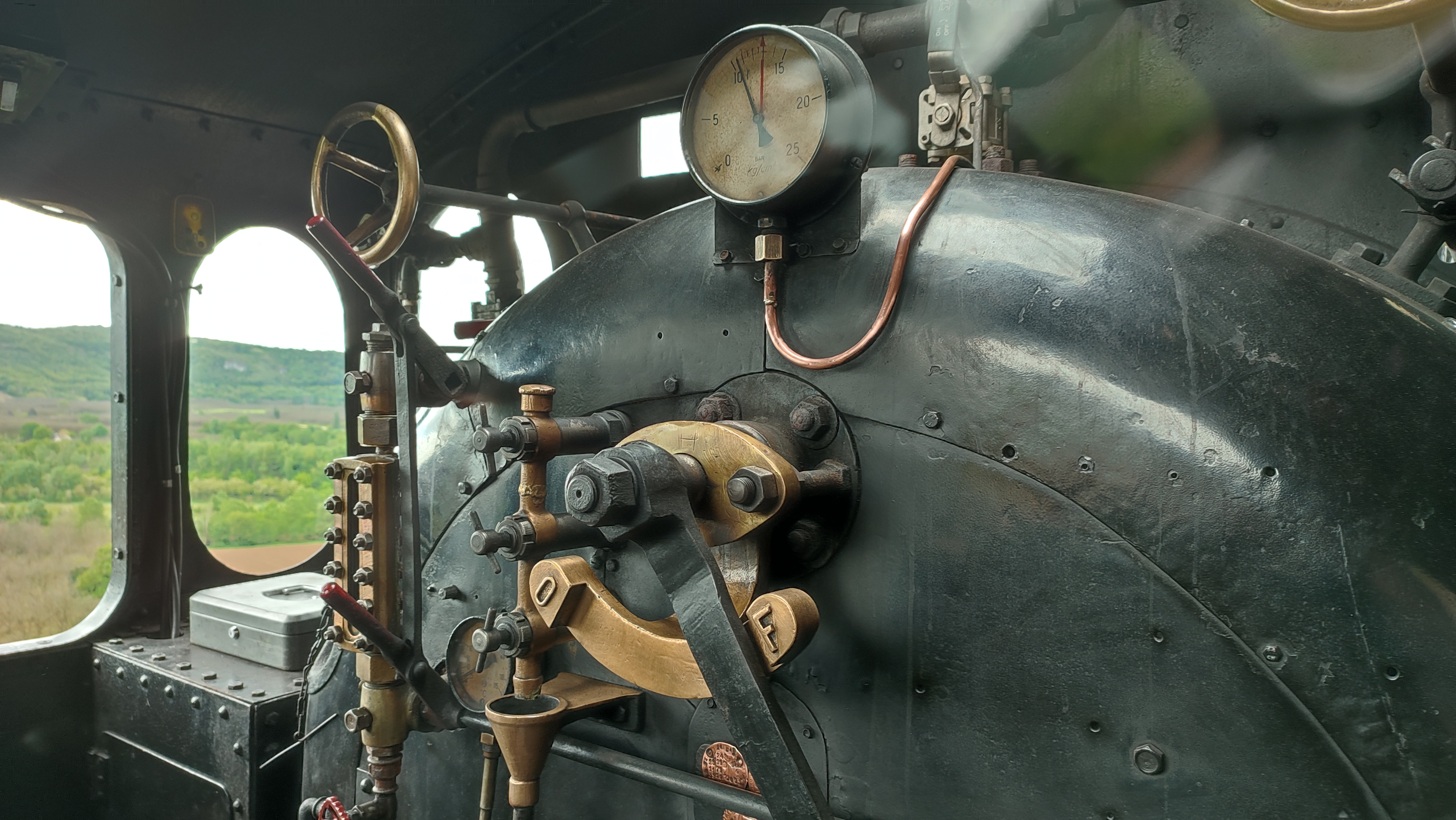
Cabine de conduite de la 040 T 17 en fonctionnement.

En 1974, l’Association des Modélistes Ferroviaires de Grenoble (AMFG) rachète la 040 T 17, dans l'optique de la faire circuler sur le Chemin de Fer Touristique du Bréda (CFTB), créé en 1976, entre Pontcharra-sur-Bréda et La Rochette (environ 14 km). En août-septembre 1974, la 040 T 17 est acheminée par voie ferrée jusqu’au dépôt SNCF de Grenoble où elle est restaurée (travaux importants sur le réservoir d'eau), puis est déplacée à l’ERM de Saint-Égrève sur un terrain militaire. Elle finit ensuite à Pontcharra-sur-Bréda où elle est retimbrée le 26 juillet 1978 et fait sa première circulation touristique le 22 octobre 1978,.
Entre 1979 et 1980, la 040 T 17 assure des trajets touristiques tous les premiers dimanches du mois durant la belle saison, tractant des voitures de type boîte à tonnerre et Bastille, accompagnée de l'autorail X5815. En 1980, elle est rejointe par une dizaine d'autres matériels ferroviaires, locomotives à vapeur, autorails, wagons et voitures. C’est à ce moment qu'elle assure des dessertes plus régulières avec le succès du CFTB.
En 1988, après la fermeture de la ligne, les circulations s'arrêtent. En cause, l’élargissement de la route longeant la voie ferrée dans les gorges du Bréda pour faire face au flux important d'automobilistes en vue des jeux olympiques d'hiver de 1992. Tout trafic ferroviaire est donc interrompu, la 040 T 17 est stationnée dans le dépôt du CFTB.
Le 1er mars 2001, la 040 T 17 est revendue au chemin de fer d'Alès où elle est démontée et légèrement modifiée, comme l'ajout d'une fenêtre sur les côtés de la cabine. Revendue en 2010 au Chemin de Fer touristique du haut Quercy. Elle sera restaurée et retubée (1,1 km de tubes changés). Elle subit quelques modifications comme le changement du compresseur, l'ajout d'un boitier de graissage, certaines pièces sont également modifiées car manquantes. Elle sera à la fin de sa rénovation dotée d'une nouvelle livrée et fera sa première circulation en 2012. Elle sera ensuite démontée et révisée durant l'hiver 2021-2022, et finalement retimbrée le 17 février 2022. Elle y circule encore à ce jour.

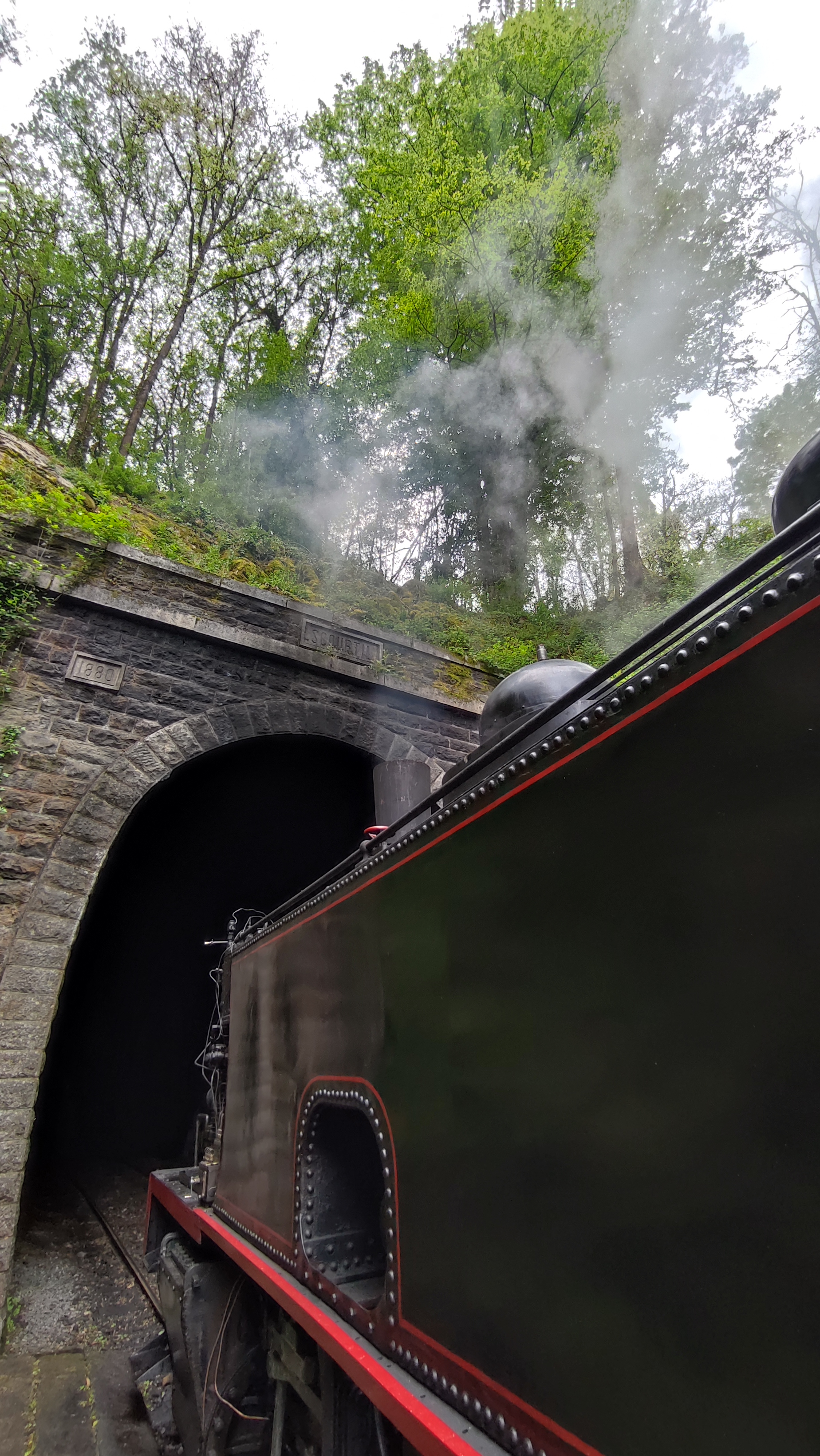
À l'entrée du tunnel.

## Caractéristiques

### Machine
- Surface de grille : 2,2 m2.
- Surface de chauffe : 256 tubes de 4 m de longueur par 44,5 mm de diamètre.
- Nombre de cylindres : 2.
- Diamètre des cylindres : 450 mm.
- Course des pistons : 600 mm.
- Pression de la chaudière : 13 bars.
- Diamètre des roues motrices : 1 200 mm.
- Masse à vide : 52 t.
- Masse en ordre de marche : 64 t.
- Masse adhérente : 64 t.
- Longueur hors tout de la locomotive seule : 10 m.
- Largeur hors tout de la locomotive seule : 3 m.
- Effort de traction maximal : 1 500 t à 35 km/h / 800 - 900 ch.
- Vitesse maxi en service : 50 km/h.

### Capacité en combustible

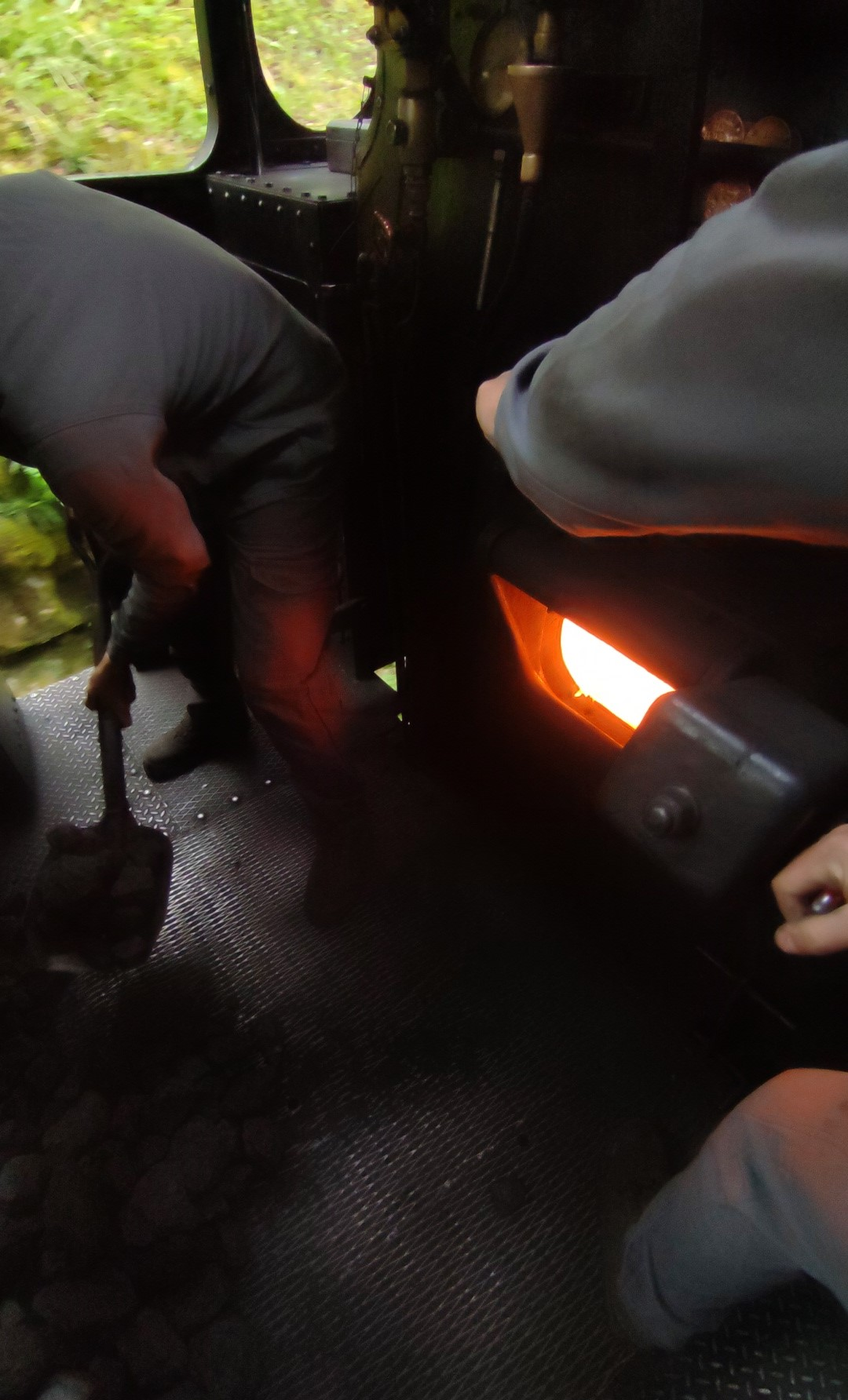
La 040 T 17 en cours de ravitaillement en charbon.

- Eau : 5 000 l.
- Charbon : 2 t.

### Machine à forte consommation
Cette locomotive est dite à « simple expansion », c'est-à-dire sans aucune forme d'optimisation du point de vue de la consommation d'eau ou de charbon. Pour rouler environ 100 km, elle consomme 2 t de charbon, 1 t de bois (pour le démarrage), 20 l d’huile de chauffe, 10 l d’huile de graissage et 30 m3, sans compter l’entretien.

## Apparition au cinéma
On aperçoit la 040 T 17 dans le film Allons z'enfants d'Yves Boisset, à l'époque où elle était exploitée par le CFTB.

### Autres Photos

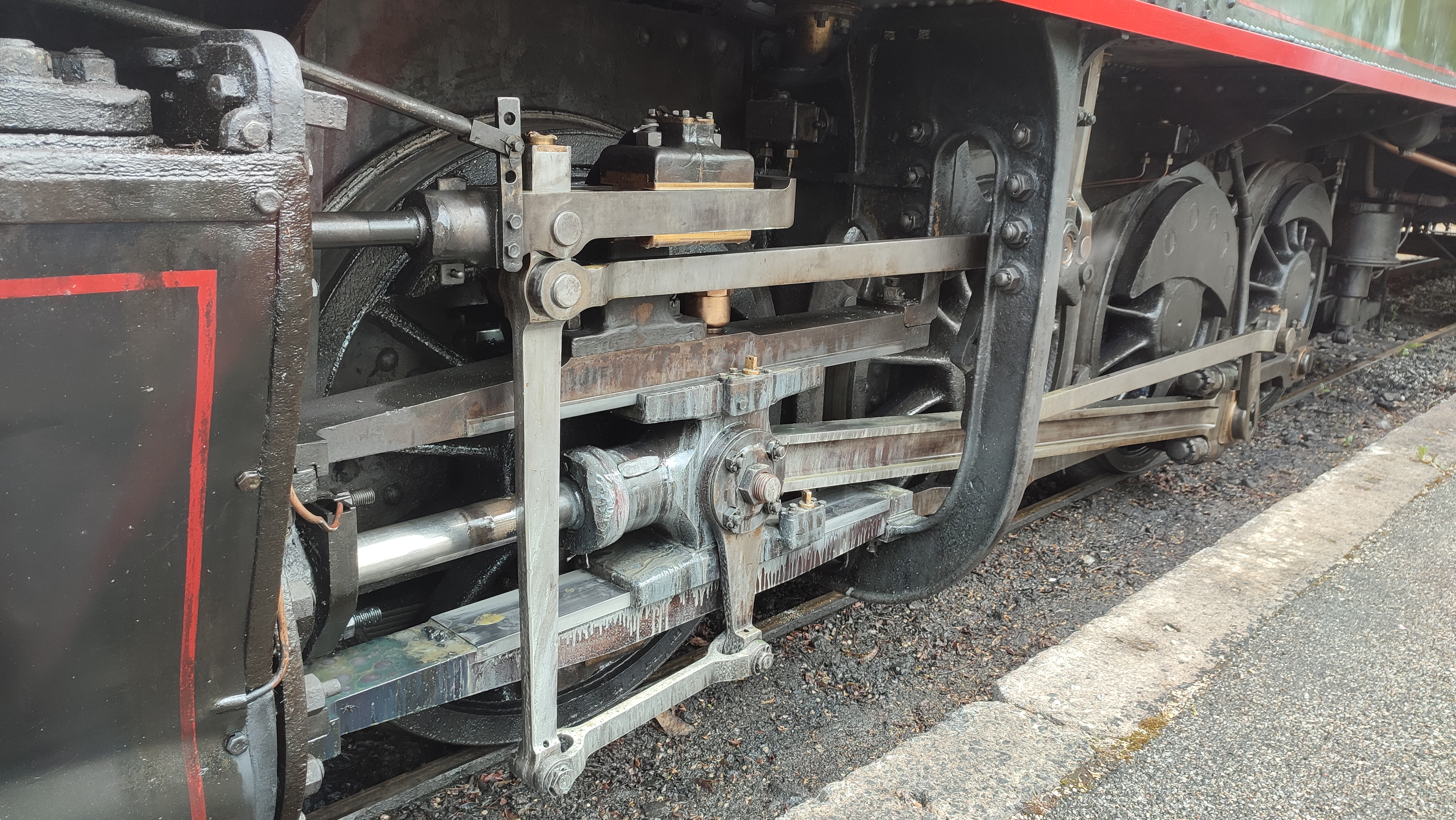
Embiellage de la 040 T 17.
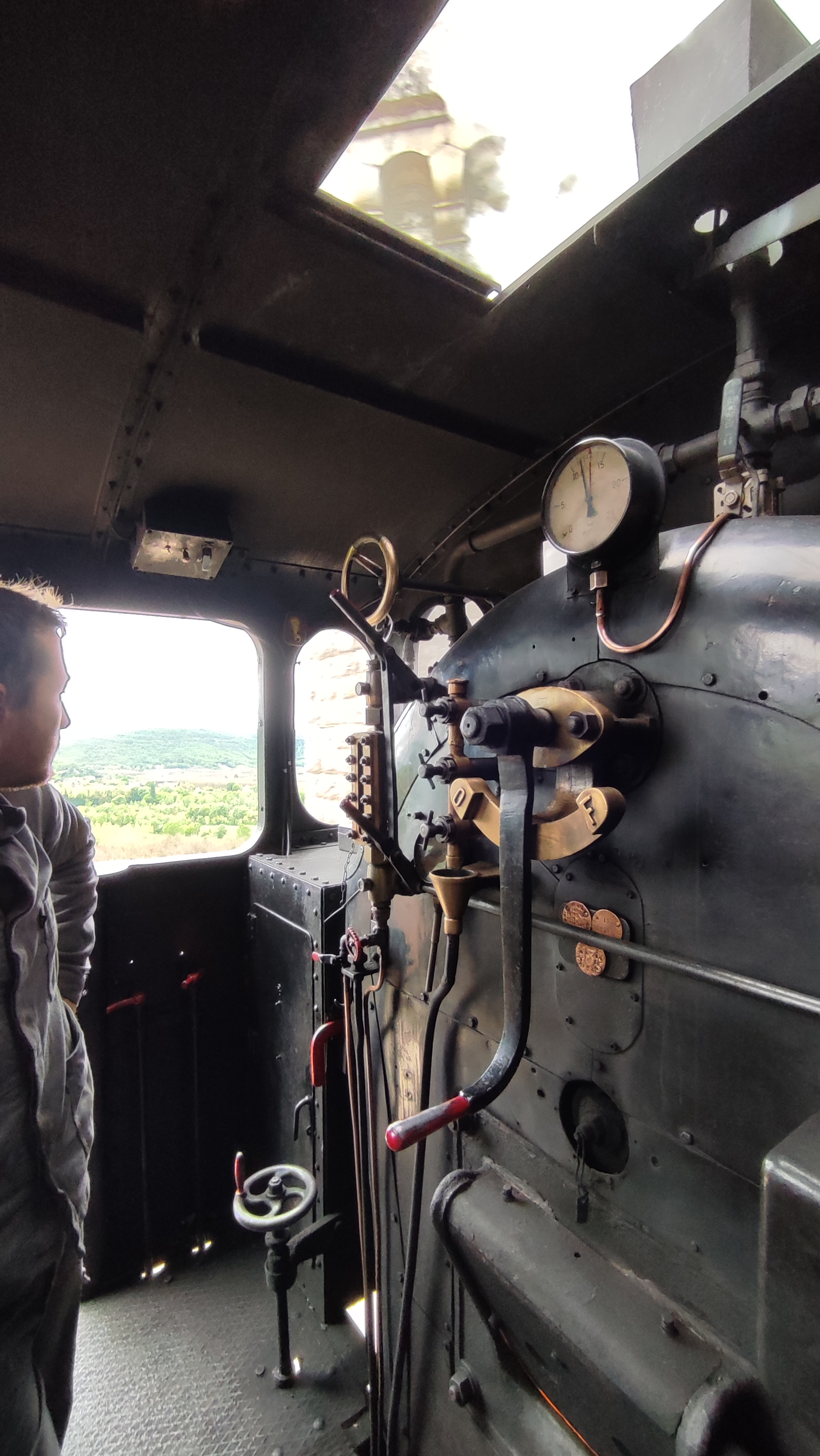
Cabine de conduite de la 040 T 17 coté chauffeur.
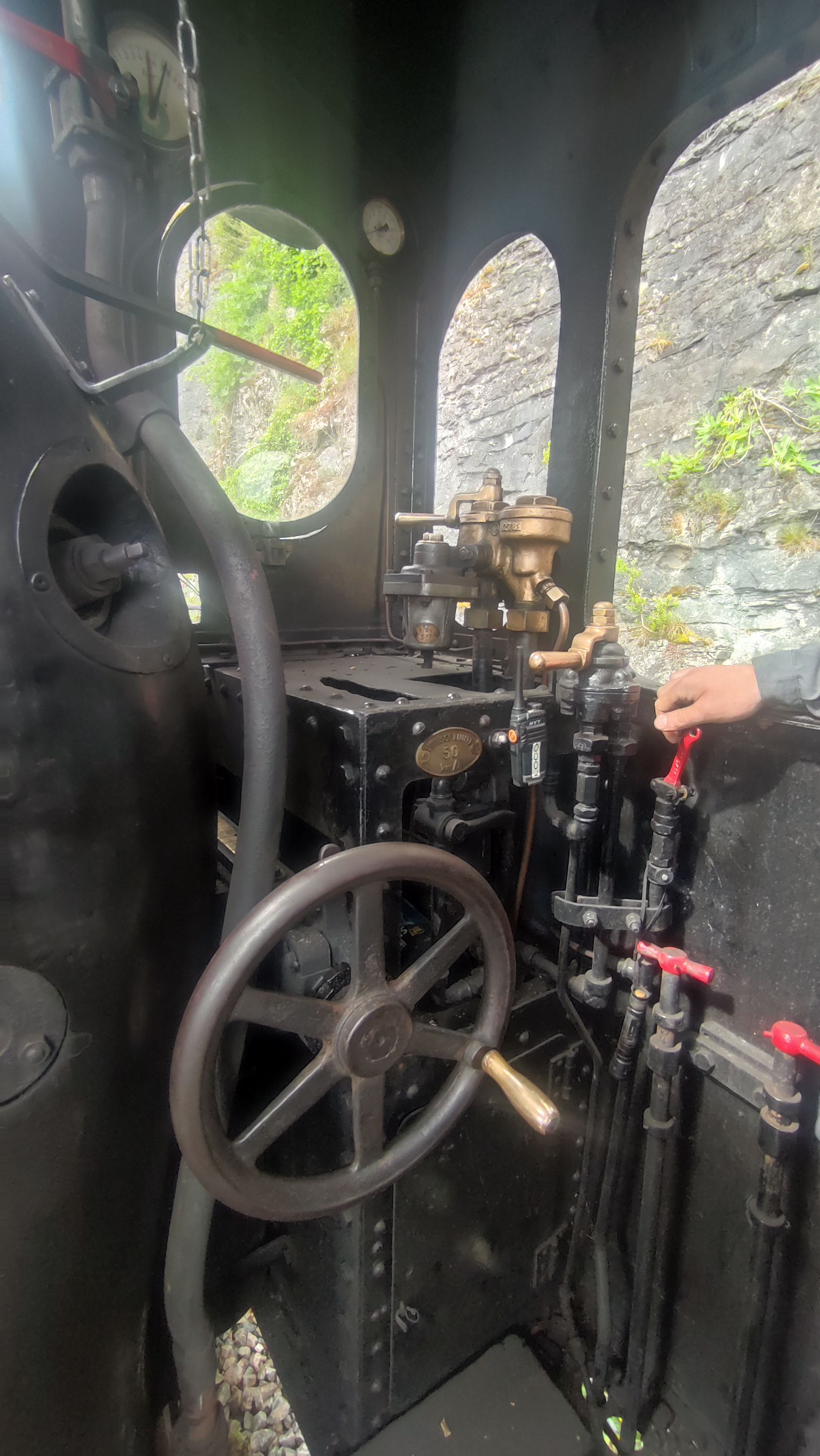
Cabine de conduite de la 040 T 17 coté conducteur (noter la conduite à droite, cette locomotive ayant été construite en Alsace).
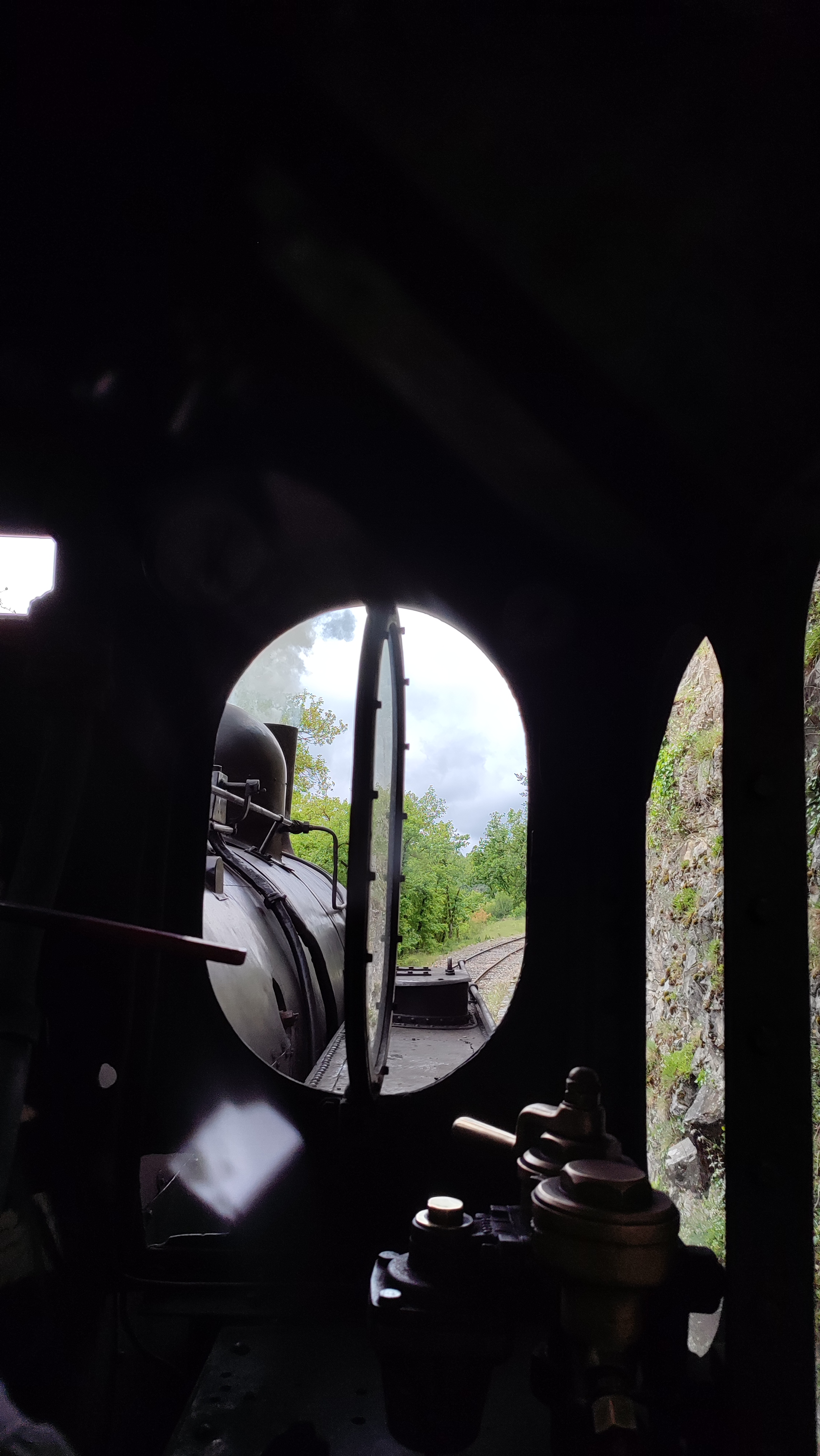
Vue depuis la vitre avant.
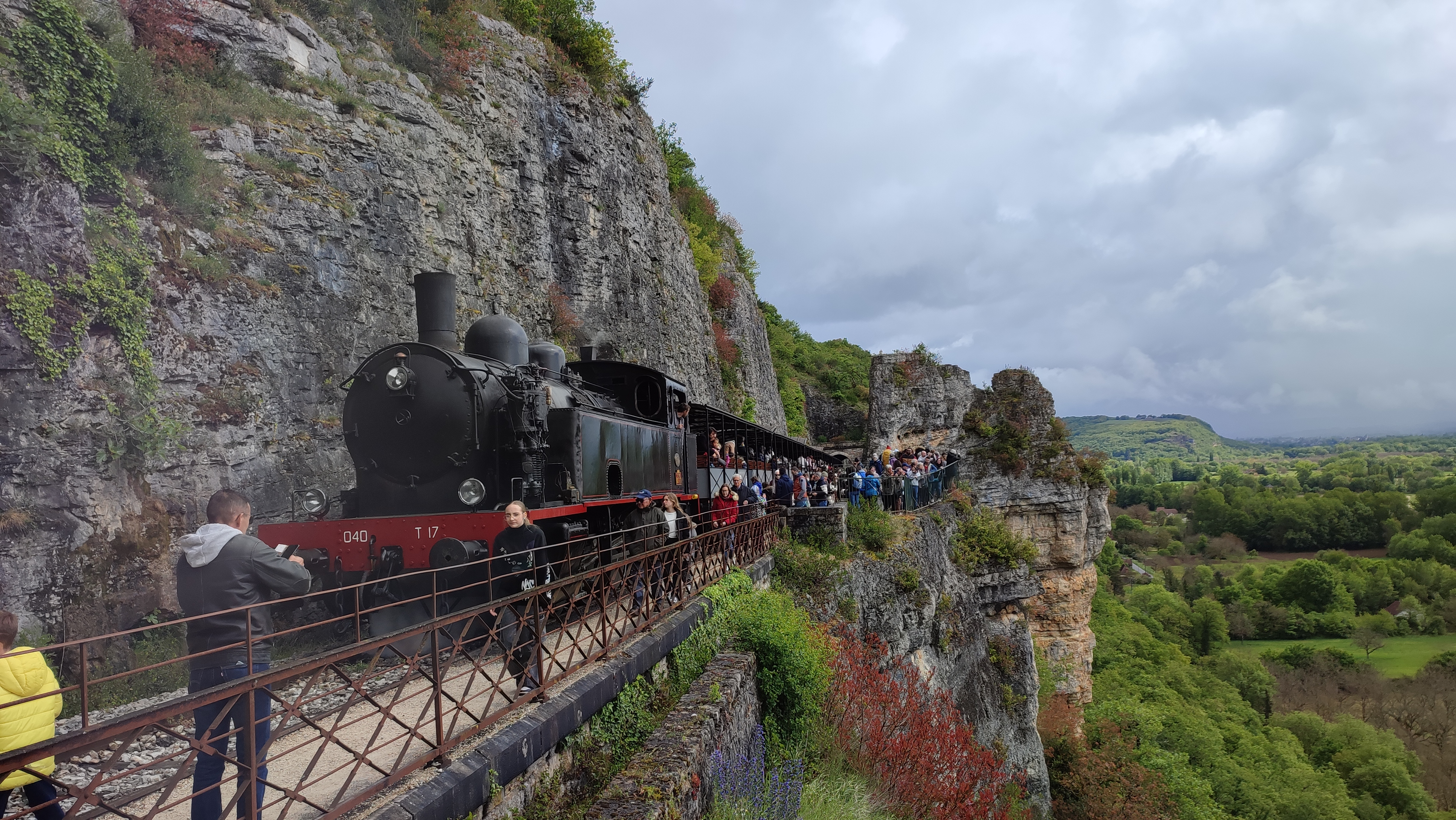
La 040 T 17 surplombant la vallée de la Dordogne, à la halte de Mirandol.